# Джовани III Малатеста ди Соляно
Вижте пояснителната страница за други личности с името Джовани.
Джовани III Малатеста ди Соляно (на италиански: Giovanni III Malatesta di Sogliano; * ок. 1377, † 1442), известен като Дзане (Zanne – името му на диалект от Романя), от кадетския клон Малатеста ди Соляно на рода Малатеста е  суверенен граф на Соляно и господар на Пенабили, Верукио, Ронкофредо, Чола дей Малатести, Монтеджели, Ронтаняно, Савиняно ди Риго, Пиетра дел'Узо, Монтепетра, Стригара, Гаджо, Вилалта, Спинело, Сан Мартино ин Конверсето, Монтекодруцо и Борги през 1389 г.

## Произход
Той е син на Малатеста II Малатеста ди Соляно († пр. 1389), с брат му Рамберто II суверенен граф на Соляно и владетел на Пенабили, Верукио, Ронкофредо, Поджо дей Берни, Чола дей Малатести, Монтеджели, Ронтаняно, Савиняно ди Риго, Пиетра дел'Узо, Монтебело, Монтепетра, Стригара, Сан Мартино ин Конверсето, Монтекодруцо и Раджано през 1358 г., и на Аниезина Фаитани, патриция на Римини. Негов дядо по бащина линия е Джовани II Малатеста ди Соляно, граф на Соляно, а по майчина – Лудовико ди Босоло дей Фаитани.Има един брат и три сестри:
- Гулиелмо († като дете)
- Маргарита, съпруга на Тино Малатеста ди Сан Мауро
- Франческа († пр. 1389), неомъжена
- Орабиле

## Биография
На служба е при Карло I Малатеста, но се проявява като неблагодарен към него, когато през 1424 г., след похода към Дзагонара близо до Луго, е пленен в Милано. След като се съюзява с победителя – миланския херцог Филипо Мария Висконти, които е нахлул в земите на Малатеста, изпраща в неговия лагер синовете си и самият участва в превземането на различни замъци. След мирния договор се подчинява на херцога и след това следва участта на роднините си Малатеста от Римини. 
През 1433 г. носи заедно с други благородници прътовете на балдахина от името на своя роднина Сиджизмондо Пандолфо Малатеста, когато император Сигизмунд Люксембургски влиза в Римини, и приема суверена във вилата си в Боскабела близо до Вилалта с изглед към стените на Чезенатико. На неизвестна дата между 1430 и 1440 г. прехвърля своя дял от собствеността във Верукио на своя роднина Сиджизмондо.
На 16 април 1437 г. епископът на Сарсина му дава областта Сегуно, а на 14 юни 1437 г.  неговият роднина Сиджизмондо Пандолфо Малатеста му дава замъците на Торнано и Сера, преди това принадлежали на графа на Урбино Одантонио да Монтефелтро.
С диплома от 29 декември 1441 г. неговата феодална власт е призната в Сан Мартино ин Конверсето, но той трябва да отстъпи някои Спинело.

## Брак и потомство
∞ за Лукреция Малатеста, дъщеря на Галеото Малатеста ди Сан Мауро и Монте Порцио, от която има девет деца:
- Малатеста III Малатеста ди Соляно († пр. 1452), граф на Соляно заедно с брат си Джовани IV, бездетен
- Джовани IV Малатеста ди Соляно († ок. 1452), граф на Соляно заедно с брат си Малатеста III, губернатор на Чезена за Галеото Роберто Малатеста; ∞ за Изабела Висконти, внучка на Лукино Висконти, от която има син и дъщеря
- Рамберто Малатеста ди Соляно († 1450 при защитата на Шкодра), капитан на Венеция; ∞ за Катерина, от която има един син
- Галеото Малатеста ди Соляно
- Агата Малатеста ди Соляно, ∞ за Гуидо Торели, син на Амурата Торели
- Аниезина Малатеста ди Соляно († 1438), омъжена и с потомство
- Изабела Малатеста ди Соляно († 1438), омъжена и с потомство
- Франческа Малатеста ди Соляно
- Гелтруда Малатеста ди Соляно